# Raymond M. Lemaire
Pour les articles homonymes, voir Raymond Lemaire.
Raymond Martin Marie Ghislain Lemaire (Uccle, le 28 mai 1921 - Woluwe-Saint-Lambert, le 13 août 1997) est un professeur belge d'université, historien de l'art et praticien de la rénovation de monuments et sites.

## Données familiales
Raymond Lemaire est le fils de l'architecte en chef au Ministère des Travaux publics Herman Lemaire (°1883) et de Marie-Henriette Winderyckx (°1892). En 1947 il épouse Christiane Vergaert (1924-2007) ; ils ont quatre enfants. Il est le neveu du chanoine et professeur d'université Raymond A. G. Lemaire. Afin d'éviter toute confusion avec son oncle, il signa toujours « Raymond M. Lemaire ». Il est le frère de l'architecte Herman Lemaire.
Le 25 juillet 1990 il reçoit concession de noblesse héréditaire avec le titre personnel de baron. Il prend pour devise : « Virtus scientiam major ».

## Études et premières activités
Raymond Lemaire fait ses humanités gréco-latines au Collège Saint-Pierre à Uccle. De 1938 à 1942 il étudie à l'Université catholique de Louvain et obtient les grades de candidat en droit et de licencié en histoire et en histoire de l'art. Il fait des stages auprès des professeurs Stan Leurs (Leuven) et Anoni (Milan). En 1948-49 il obtient le doctorat en archéologie et histoire de l'art avec la thèse L'origine du style gothique en Brabant.
Volontaire de guerre au cours de la Seconde guerre mondiale, il appartient à la First Armoured Car Regiment (Brigade Piron). De 1946 à 1949 il est, avec le titre de ministre plénipotentiaire, membre de la commission chargée de retrouver les œuvres d'art volées par les nazis.

## Activités en Belgique
Très jeune, Raymond Lemaire débute dans une carrière universitaire : assistant (1947), chargé de cours (1949) professeur ordinaire (1953) à l'université catholique de Louvain. Il y enseigne l'histoire de l'art et l'histoire de l'architecture, aussi bien en français qu'en néerlandais. Après la scission en deux universités distinctes, il poursuit son enseignement à Louvain-la-Neuve en tant que professeur ordinaire et à Leuven en tant que professeur extraordinaire. Il accède à l'éméritat en 1986.
Raymond Lemaire n'était ni architecte ni ingénieur, ce qui ne l'empêcha pas de se vouer avec bonheur à l'architecture, la restauration et l'urbanisme.

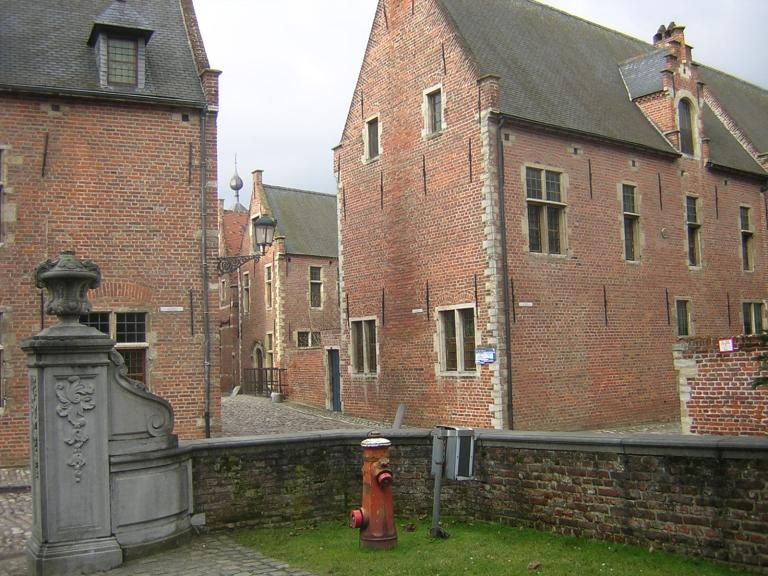
Une vue du Grand Béguinage à Louvain

Il est connu spécialement pour la grande restauration du Grand Béguinage à Louvain ainsi que pour la conception de la nouvelle ville de Louvain-la-Neuve, inspirée par la ville historique traditionnelle.
Parmi les autres restaurations qu'il réalise, sont à mentionner une trentaine d'églises et plusieurs châteaux et maisons anciennes.
De 1972 à 1977, Raymond Lemaire est conseiller de la ville de Bruges. Cette ville fusionnée avec ses faubourgs, doit alors d'urgence être réorganisée en matière d'aménagement du territoire. Pour la ville historique, un plan de structure est élaboré. R. Lemaire exerce son influence et ses connaissances pour la réalisation de ce plan. Ensuite il conseille régulièrement la ville en matière de constructions et d'aménagements.
Il est le conseiller d'autres projets également, comme :
- La rue des Brasseurs à Namur
- Le Quartier des Arts à Bruxelles

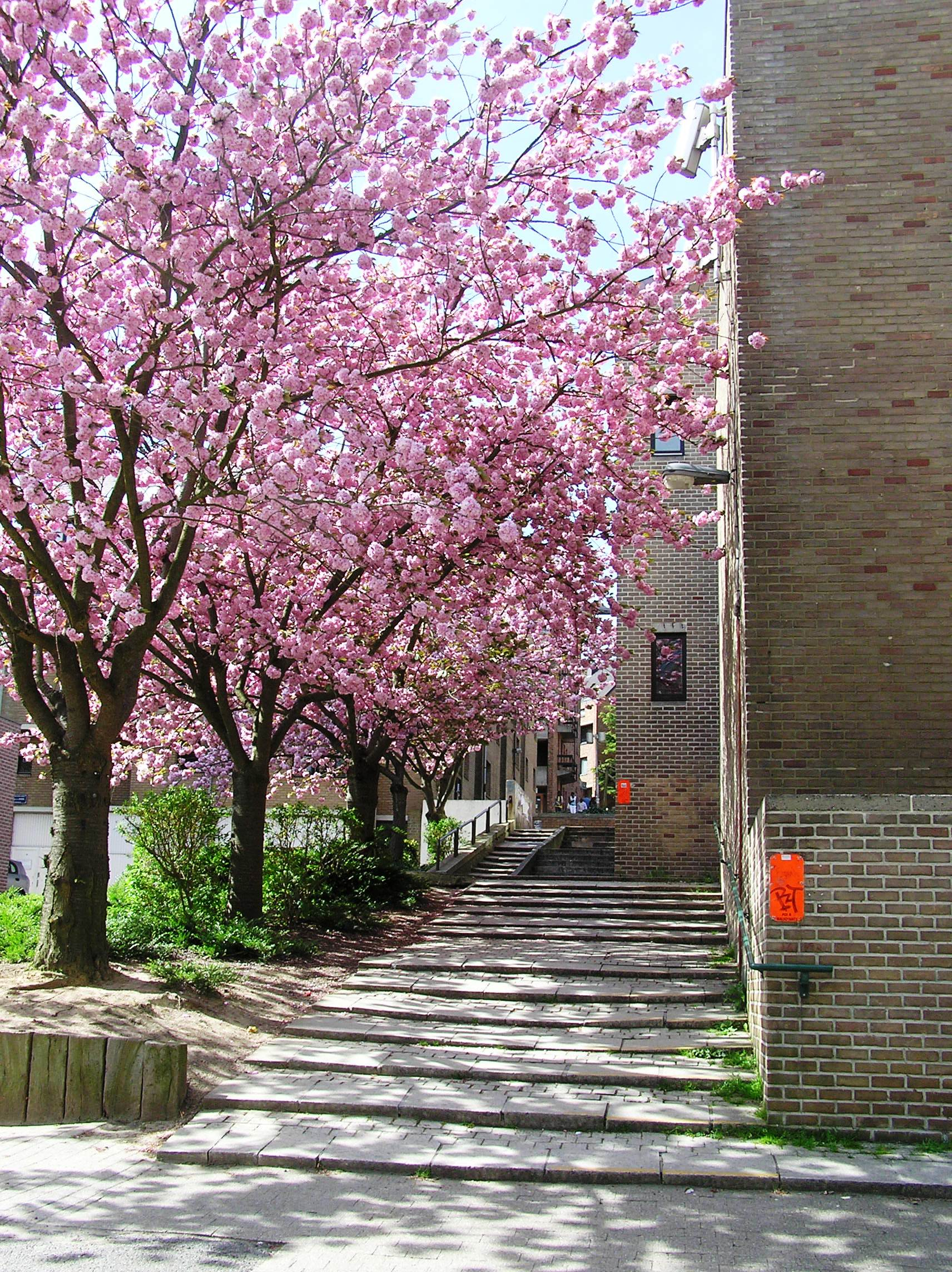
Escaliers de l'Hocaille à Louvain-la-Neuve

- Études d'assainissement et d'urbanisme à Mouscron, Courtrai, Villeneuve-d'Ascq, Bergen op Zoom (Pays-Bas), etc.

Il est également impliqué dans de nouvelles constructions, souvent en collaboration avec les architectes H. Lemaire, R. Vandendael et S. Brigode, telles que :
- Auditorium prof. Peeters à Heverlee
- Église à Herne
- Station de métro à Woluwe-Saint-Lambert (H. Lemaire)
- Église de Brasschaat (avec l'architecte M. Dessauvage)
- Sa propre maison à Loonbeek (H. Lemaire)

## Activités internationales
Lemaire est un des rédacteurs de la charte de Venise (1964) pour la conservation des monuments. Avec Piero Gazzola, il fonde en 1965 l’ICOMOS, le Conseil international des monuments et des sites, une ONG liée à l’UNESCO. Il en est le secrétaire-général (1965-1975) puis le président (1975-1981). Il crée la revue de l’association sous le nom de Monumentum.
Raymond Lemaire est nommé, principalement par l’UNESCO, conseiller pour la sauvegarde, le sauvetage ou la restauration de bon nombre de grands monuments de par le monde, parmi lesquels :
- les temples de Borobudur (Indonésie)
- l’Acropole d'Athènes (Grèce)
- la Tour de Pise (Italie)
- Églises en Roumanie
- Villes historiques à Malte
- les sites de Jerash et de Pétra (Jordanie)
- la Casbah d'Alger (Algérie)

En outre il est pendant de nombreuses années (de 1971 jusqu’à sa mort) le représentant personnel du directeur général de l’UNESCO pour l’étude du problème épineux de la conservation des monuments à Jérusalem.
En 1976, il fonde au sein du Collège d'Europe à Bruges le Centre postuniversitaire pour l’étude de la conservation des monuments. Après quelques années le Centre déménagea à la KU Leuven et porte depuis 1997 le nom de « Raymond Lemaire International Centre for Conservation » (RLICC). Ce centre de formation internationale et multidisciplinaire offre un diplôme de maîtrise avancée en conservation des monuments et des sites.

## Honneurs
Raymond Lemaire est nommé docteur honoris causa de la Faculté polytechnique de Mons.
Il reçoit :
- 1978 : Prix triennal pour l'urbanisme Sir Abercrombie (Union internationale des architectes)
- 1970 : Médaille d'or de l'Académie d'architecture de France (pour la restauration du Grand Béguinage)
- 1983 : Médaille d'or pour la conservation et restauration des monuments (Hambourg).

Une place de Louvain-la-Neuve porte son nom.

## Publications
- LEMAIRE Raymond M., Les origines du style gothique en Brabant, 2/1. La formation du style gothique brabançon. Les églises de l'ancien quartier de Louvain, Anvers, 1949.
- LEMAIRE Raymond M., L'architecture romane et gothique, dans Paul FIERENS (dir.), L'art en Belgique du Moyen âge à nos jours, Bruxelles: Renaissance du Livre, 1957, p. 39-100.
- LEMAIRE Raymond M., Centre for the Conservation of Historic Towns and Buildings, Bruges, 1978.
- LEMAIRE Raymond M. et VAN BALEN Koen (dir.), Stable–Unstable? Structural Consolidation of Ancient Buildings / La consolidation des structures anciennes, Louvain: Leuven University Press, 1988.
- LEMAIRE Raymond M., “Authenticité et patrimoine monumental”, dans: Knut Einar LARSEN et Nils MARSTEIN (dir.), Conference on Authenticity in Relation to the World Heritage Convention. Preparatory Workshop, Bergen, Norway 31 January - 2 February 1994, Tapir Forlag, 1994, p. 83-100.
- LEMAIRE Raymond M., "Authenticité et patrimoine monumental”, Restauro. Quaderni di restauro dei monumenti e di urbanistica dei centri antichi, 23/129, juliiet-sept. 1994, p. 7-24.
- LEMAIRE Raymond M., GEERTS Marie-Jeanne et BARTHÉLEMY Jean, Raymond Lemaire, ICOMOS, un regard en arrière, un coup d'œil en avant (Dossier de la Commission royale des monuments, sites et fouilles, 5), Liège, 1999, 195 p.  (ISBN 2-87401-076-6).